# Donji Štoj
Donji Štoj (v srbské cyrilici Доњи Штој, albánsky Shtoji i Poshtëm) je vesnice v Černé Hoře na hlavní silnici mezi městem Ulcinj a ostrovem Ada Bojana. V roce 2003 měla 881 obyvatel, z nichž téměř polovina byla albánské národnosti. Vesnice administrativně spadá pod opštinu Ulcinj. 
Severní hranici vesnice, která má protáhlý východo-západní tvar, tvoří ulcinsjká salina; laguna Jaderského moře, která se užívá po desetiletí k výrobě soli. Jižní hranici poté představuje známá Velká pláž. Většina obyvatel se živí buď ve službách, nebo v turismu; v okolí vesnice se nachází celá řada menších hotelů, apartmánů a ubytovacích zařízení, které navštěvují většinou turisté ze zemí bývalé Jugoslávie. Ve vesnici se nachází katolický kostel.